# Tribunal Regional Federal da 2.ª Região

Jurisdição do TRF da 2ª Região.

O Tribunal Regional Federal da 2ª Região, com sede no Rio de Janeiro, é um dos 6 (seis) Tribunais Regionais Federais da República Federativa do Brasil. Tem sob sua jurisdição os estados do Rio de Janeiro e Espírito Santo.
Atualmente, é composto por 35 (trinta e cinco) desembargadores federais escolhidos entre os Juízes Federais de 1ª Instância, membros do Ministério Público e representantes da Ordem dos Advogados do Brasil.
Enquanto órgão colegiado, o TRF da 2ª Região reúne-se, para funcionar, em Plenário, em Órgão Especial, composta por 18 (dezoito) membros titulares e por 8 (oito) membros suplentes, em Conselho de Administração, composto por 6 (seis) membros titulares e por 1 (um) membro suplente, em 4 (quatro) Seções especializadas e em 10 (dez) Turmas especializadas.

### Missão
Prestar uma jurisdição acessível, rápida e efetiva.

### Visão
Consolidar-se perante a sociedade como uma justiça efetiva e transparente.

## História
Em 1891, foi promulgada a primeira Carta Magna da República Federativa do Brasil, que instituiu o Poder Judiciário da União, criou o Supremo Tribunal Federal e tantos Juízes Federais e Tribunais Regionais quantos o Congresso estabelecesse. No entanto, até 1946, coube à Suprema Corte o papel de segunda instância da Justiça Federal.

### Constituição da 1946
Com a Constituição Federal de 1946, e a retomada da discussão sobre a necessidade de criação dos Tribunais Regionais, foi instalado na cidade do Rio de Janeiro o Tribunal Federal de Recursos. A ideia era diminuir a sobrecarga que afetava o Supremo Tribunal, passando a nova Corte de Justiça a exercer a função de órgão julgador de segunda instância, em grau de recurso. Naquela época, as causas de interesse da União eram julgadas, em primeira instância, pelos juízes estaduais, visto que os juízes federais haviam sido colocados em disponibilidade ou aposentados pelo golpe de estado de Getúlio Vargas, em 1937, que instaurou o “Estado Novo”.

### Restauração da Justiça Federal
Em outubro de 1965, foi restaurada a Justiça Federal de primeira instância, estabelecendo a competência do Tribunal Federal de Recursos para julgar, em grau de recurso, as causas decididas pelos juízes federais. 
A ampliação da competência da Justiça Federal, aliada à crescente demanda jurisdicional, acarretou um quadro de assoberbamento do Tribunal Federal de Recursos, de tal forma que, a cada ano, cresciam os feitos de forma acelerada, apesar do aumento do número de ministros.
Embora, à época, a Constituição previsse lei complementar para a criação de mais dois Tribunais Federais de Recursos, tal medida só veio a se tornar realidade com a elaboração da Constituição Federal de 1988, quando, então, foi reorganizada a estrutura do Poder Judiciário, visando à sua descentralização e consequente agilização da prestação jurisdicional.
Com a nova Carta Magna, coube ao Supremo Tribunal Federal o exame de matéria constitucional, sendo transferidas ao Superior Tribunal de Justiça as demais atribuições da Corte Máxima.  

### Instalação
A Constituição de 1988 também extinguiu o Tribunal Federal de Recursos e, para substituí-lo e regionalizar sua jurisdição, criou os cinco Tribunais Regionais Federais (TRF), com sede em: Brasília, Rio de Janeiro, São Paulo, Porto Alegre e Recife. 
Em sequência, o Ato das Disposições Constitucionais Transitórias (ADCT), criou os cinco TRF e estabeleceu o prazo de seis meses para a instalação de cada um deles (art. 27, § 6º). Coube ao TFR editar a Resolução 1, de 6 de outubro 1988, que fixou as sedes e a jurisdição dos cinco TRF, que foram instalados no ano seguinte.
Em 2021, com a criação do TRF-6, o número de tribunais federais passou de 5 para 6.

### Hoje
O Tribunal Regional Federal da 2ª Região tem jurisdição sobre os estados do Rio de Janeiro e Espírito Santo, e é responsável por 20% do volume processual nacional. Consolidou-se, não apenas fisicamente, mas também no cenário político-social desses estados, exercendo sua função de aplicar o Direito, utilizando, para tanto, todos os recursos técnicos disponíveis e investindo no aperfeiçoamento funcional de seus servidores.
Sua importância no cenário jurídico é destacada pelas inúmeras e relevantes matérias de interesse coletivo que tramitam nesta Corte, destacando-se as de natureza previdenciária e tributária, e pelos debates jurídicos fomentados por seus juízes nas sessões de julgamento.

## Competência
O Tribunal é um órgão da Justiça Federal e tem competência para julgar ações e recursos de interesse da União Federal, de suas autarquias e empresas públicas federais, causas relativas a direitos humanos, direitos indígenas, crimes políticos, ingresso ou permanência ilegal de estrangeiros, tráfico internacional de entorpecentes, entre outros, conforme artigo 108 e seguintes, da Constituição Federal. 

## Turmas de Julgamento

### 1ª Turma:
- Desembargador Federal ANTONIO IVAN ATHIÉ – Presidente
- Desembargador Federal PAULO ESPIRITO SANTO
- Desembargador Federal ABEL GOMES

### 2ª Turma:
- Desembargadora Federal SIMONE SCHREIBER – Presidente
- Desembargador Federal MESSOD AZULAY NETO
- Desembargador Federal MARCELLO GRANADO

### 3ª Turma:
- Desembargador Federal MARCUS ABRAHAM – Presidente
- Desembargadora Federal CLÁUDIA NEIVA
- Desembargador Federal THEOPHILO MIGUEL

### 4ª Turma
- Desembargador Federal LUIZ ANTONIO SOARES – Presidente
- Desembargador Federal FERREIRA NEVES
- Desembargadora Federal LETÍCIA DE SANTIS MELLO

### 5ª Turma:
- Desembargador Federal ALCIDES MARTINS RIBEIRO FILHO – Presidente
- Desembargador Federal RICARDO PERLINGEIRO
- Desembargador Federal ALUISIO GONÇALVES DE CASTRO MENDES

### 6ª Turma:
- Desembargador Federal POUL ERIK DYRLUND – Presidente
- Desembargador Federal REIS FRIEDE
- Desembargador Federal GUILHERME CALMON NOGUEIRA DA GAMA

### 7ª Turma:
- Desembargador Federal SERGIO SCHWAITZER – Presidente
- Desembargador Federal JOSÉ ANTONIO NEIVA
- Desembargador Federal LUIZ PAULO ARAÚJO

### 8ª Turma
- Desembargador Federal GUILHERME DIEFENTHAELER – Presidente
- Desembargadora Federal VERA LÚCIA LIMA
- Desembargador Federal MARCELO PEREIRA DA SILVA

## Desembargador Federal Alcides Martins Ribeiro Filho - Coordenador dos Juizados Especiais 2019/2020

### Dirigentes
- Desembargador Federal ANDRÉ FONTES – Presidente
- Desembargador Federal GUILHERME COUTO – Vice-Presidente
- Desembargadora Federal NIZETE LOBATO CARMO – Corregedora Regional

### Conselho de Administração

#### Titulares
- Desembargador Federal ANDRÉ FONTES
- Desembargador Federal GUILHERME COUTO
- Desembargadora Federal NIZETE LOBATO CARMO
- Desembargadora Federal LETÍCIA DE SANTIS MELLO
- Desembargadora Federal SIMONE SCHREIBER
- Desembargador Federal MARCELLO GRANADO

#### Suplente
- Desembargador Federal RICARDO PERLINGEIRO

### Centro Cultural Justiça Federal – CCJF
- Desembargador Federal REIS FRIEDE – Diretor-Geral
- Desembargador Federal FERREIRA NEVES – Vice-Diretor-Geral

### Coordenadoria dos Juizados Especiais Federais
- Desembargador Federal ALUISIO GONÇALVES DE CASTRO MENDES – Coordenador
- Desembargadora Federal LETÍCIA DE SANTIS MELLO – Coordenadora Substituta
- Juíza Federal Convocada ITÁLIA MARIA ZIMARDI BERTOZZI – Juíza Auxiliar
- Juiz Federal Convocado CARLOS ALEXANDRE BENJAMIN – Juiz Auxiliar

### Comissão de Regimento Interno

#### Titulares
- Desembargador Federal ANTONIO IVAN ATHIÉ – Presidente
- Desembargador Federal LUIZ ANTONIO SOARES
- Desembargador Federal FERREIRA NEVES

#### Suplente
- Desembargador Federal MARCELO PEREIRA DA SILVA

### Núcleo Permanente de Métodos Consensuais de Solução de Conflitos
- Desembargador Federal FERREIRA NEVES – Diretor
- Desembargador Federal LUIZ ANTONIO SOARES – Suplente
- Juíza Federal Convocada ALINE ALVES DE MELO MIRANDA ARAÚJO – Juíza Auxiliar

### Ouvidoria
- Desembargador Federal MARCELLO GRANADO – Ouvidor

## Ouvidoria Geral da Justiça Federal da 2ª Região
As Ouvidorias Judiciais são importantes canais de interlocução com a sociedade e representam espaços de efetiva construção da cidadania. Na Justiça Federal da 2a Região, diante da necessidade de conferir maior transparência à prestação jurisdicional, facilitar o acesso dos cidadãos à informação, e melhor direcionar as ações da Administração, o Tribunal Regional Federal da 2a Região (TRF2) instituiu a Ouvidoria Geral da Justiça Federal da 2ª Região – o canal de comunicação da sociedade com a Justiça Federal nos Estados do Rio de Janeiro e Espírito Santo. 
Por meio desse canal, o cidadão pode esclarecer dúvidas, enviar reclamações, denúncias, elogios ou apresentar sugestões sobre os serviços prestados pela Justiça Federal e atividades por ela desempenhadas, tanto no âmbito interno quanto no externo. O atendimento da Ouvidoria abrange o TRF2 e as Seções Judiciárias dos dois Estados.  
A Ouvidoria realiza atendimentos ouvindo pessoalmente e orientando. Os problemas ou dúvidas apresentados são encaminhados aos setores envolvidos para soluções ou resposta a ser enviada ao demandante.

### Histórico
Criada pelo Provimento nº 114, de 9 de julho de 1997 (http://www7.trf2.jus.br/sophia_web/index.asp?codigo_sophia=16706), como órgão vinculado à Corregedoria Regional, a Ouvidoria da Justiça Federal da 2ª Região teve seu funcionamento disciplinado pelo Provimento nº 08, de 19 de maio de 2005 (http://www7.trf2.jus.br/sophia_web/index.asp?codigo_sophia=29381). Dentre as motivações daquele ato normativo do corregedor Alberto Nogueira (hoje aposentado), estava “a  vulnerabilidade  do  cidadão,  mormente  os  beneficiários  da Assistência Judiciária, nas causas em que a União, as entidades autárquicas ou empresas públicas federais interferem”. 
De início, a atuação da Ouvidoria era voltada para o recebimento de pleitos referentes à Justiça Federal de primeira instância, mas, atualmente, suas atividades alcançam toda a Justiça Federal da 2ª Região, seguindo o estabelecido na Resolução 103, de  24 de fevereiro de 2010 (http://www.cnj.jus.br/busca-atos-adm?documento=2827), do Conselho Nacional de Justiça.
Para possibilitar a ampliação na competência, em 14 de setembro de 2011 o então corregedor regional André Fontes assinou o Provimento T2-PVC-2011/00023 (http://www7.trf2.jus.br/sophia_web/index.asp?codigo_sophia=54810), revogando os dispositivos que subordinavam a Ouvidoria à Corregedoria Regional. Em 11 de outubro de 2011, a então presidente do TRF2 Maria Helena Cisne expediu a Resolução T2-RSP-2011/00006 (http://www7.trf2.jus.br/sophia_web/index.asp?codigo_sophia=54927), que implantou a Ouvidoria Geral da Justiça Federal da 2ª Região para atuar no âmbito do Tribunal Regional Federal e das Seções Judiciárias dos Estados do Rio de Janeiro e do Espírito Santo.

### Ouvidores Gerais da Justiça Federal da 2ª Região
Outubro de 2011 a abril de 2013 – desembargador federal Abel Gomes
Abril de 2013 a abril de 2015 – desembargador federal Abel Gomes
Abril de 2015 a abril de 2017 – desembargadora federal Nizete Lobato
Abril de 2017 a abril de 2019 – desembargador federal Marcello Granado

### Formas de acesso
As manifestações devem ser enviadas, preferencialmente,  por meio do formulário, disponibilizado no sítio do TRF2 (http://www10.trf2.jus.br/ouvidoria/registre-sua-manifestacao/formulario/), mas, para maior eficácia na solução e resposta, é importante seguir algumas orientações:
1.não cabe reclamação de decisões judiciais. Na falta de advogado, sugere-se procurar a Defensoria Pública da União, sediada na Rua da Alfândega, 70. Centro. RJ;
2.reclamações sobre advogados devem ser dirigidas à:
- OAB/RJ - Av. Marechal Câmara, 150 - Rio de Janeiro - RJ - CEP: 20020-080 - Telefones: (21) 2730-6525 / (21) 2272-6150);
- OAB/ES - Rua Alberto de Oliveira Santos, 59 - Ed. Ricamar 3º e 4º Andares. Centro - Vitória - ES – CEP: 29010-908 - Telefone (27) 3232-5600;
3.antes de recorrer à Ouvidoria é aconselhável verificar diretamente na Direção da Secretaria ou Gabinete do Juízo a possibilidade de solução do problema;
4.representações contra magistrados ou servidores no exercício de suas funções, pedindo abertura de procedimento disciplinar, devem ser dirigidas à Corregedoria, à Presidência ou à Direção do Foro, conforme o caso.
As reclamações passam por triagem que considera o tempo médio de duração de cada evento reclamado, e sua natureza, antes do contato com o setor ou envio de resposta.
O cidadão conta, ainda, com outros canais de acesso à sua disposição:
- contato por email: ouvidoria@trf2.jus.br;
- contato por telefone ou fax: (21) 2282-8196;
- contato pessoal: Rua Acre, 80 – sala 201 – das 12h às 17h;
- contato por carta: Ouvidoria da Justiça Federal da 2ª Região – Rua Acre, 80 – sala 201 – Centro – Rio de Janeiro, RJ – CEP 20081-000.

### Ouvidoria da Seção Judiciária do Rio de Janeiro
Para reclamações sobre serviços administrativos da primeira instância, a Direção do Foro da Seção Judiciária do Rio de Janeiro conta com um canal disponível ao cidadão. O contato deve ser feito por meio do e-mail ouvidoriadirfo@jfrj.jus.br.

## Escola da Magistratura Regional Federal – EMARF
A Escola da Magistratura Regional Federal da 2ª Região – EMARF foi instituída pela Resolução nº 15, de 1 de agosto de 1997, do TRF da 2ª Região, como órgão integrante do próprio Tribunal, tem sede no Município do Rio de Janeiro e núcleo Regional em Vitória, no Espírito Santo.
A Escola tem por objetivo principal cooperar na preparação, aperfeiçoamento e especialização de magistrados, intercâmbio de conhecimento e informação, assim como colaborar na capacitação de servidores da Justiça Federal, e promover pesquisas, estudos e projetos destinados ao aprimoramento da atividade judicante no âmbito da 2ª Região. A EMARF é uma Escola voltada para as questões ligadas ao Direito e a outras áreas do conhecimento que tangenciam o Direito. 
Suas principais atividades são:
- Curso de Aperfeiçoamento e Especialização para Magistrados Federais - CAE, composto por:
- Fóruns;
- Programas de Estudos Avançados;
- Cursos Especiais;
- Grupos de Trabalho;
- Seminários e
- Congressos.
- Publicações Especializadas sobre os diversos ramos do Direito e
- Programa de Estágio Jurídico.

### Diretoria
- Desembargador Federal LUIZ PAULO ARAÚJO – Diretor-Geral
- Desembargador Federal LUIZ ANTONIO SOARES – Diretor de Estágio
- Desembargador Federal GUILHERME DIEFENTHAELER – Diretor de Publicações
- Desembargador Federal MARCUS ABRAHAM – Diretor de Intercâmbio e Difusão
- Desembargadora Federal SIMONE SCHREIBER – Diretora de Cursos e Pesquisas

## Jurisdição
O Tribunal Regional Federal da 2ª Região, com sede na cidade do Rio de Janeiro, tem sob sua jurisdição os estados do Rio de Janeiro e Espírito Santo.

## Seções Judiciárias

### Seção Judiciária do Rio de Janeiro
Com sede na cidade do Rio de Janeiro, atende aos 92 municípios do estado por meio de 21 subseções:  
- Subseção Judiciária de Angra dos Reis
- Subseção Judiciária de Barra do Piraí
- Subseção Judiciária de Resende
- Subseção Judiciária de Volta Redonda
- Subseção Judiciária de Magé
- Subseção Judiciária de Nova Friburgo
- Subseção Judiciária de Petrópolis
- Subseção Judiciária de Teresópolis
- Subseção Judiciária de Três Rios
- Subseção Judiciária de Campos dos Goytacazes
- Subseção Judiciária de Itaperuna
- Subseção Judiciária de Macaé
- Subseção Judiciária do Rio de Janeiro
- Subseção Judiciária de Campo Grande (Rio de Janeiro)
- Subseção Judiciária de Duque de Caxias
- Subseção Judiciária de Nova Iguaçu
- Subseção Judiciária de São João de Meriti
- Subseção Judiciária de Itaboraí
- Subseção Judiciária de Niterói
- Subseção Judiciária de São Pedro da Aldeia
- Subseção Judiciária de São Gonçalo

### Seção Judiciária do Espírito Santo
Com sede na cidade de Vitória, atende aos 78 municípios do estado por meio de seis subseções:
- Subseção Judiciária de Vitória
- Subseção Judiciária de Serra
- Subseção Judiciária de Colatina
- Subseção Judiciária de São Mateus
- Subseção Judiciária de Linhares
- Subseção Judiciária de Cachoeiro do Itapemirim